# 苏库皮拉
苏库皮拉是巴西托坎廷斯州的一个市镇。总面积1025.515平方公里，总人口1667人，人口密度1.6人/平方公里。